# Jozef Pribilinec
Jozef Pribilinec (* 6. července 1960 Kopernica, Slovensko) je československý sportovní chodec a olympijský vítěz slovenské národnosti, později též politik a podnikatel.

## Životopis
Vystudoval vysokou školu pedagogického směru. V roce 1977 začal v Banské Bystrici v Dukle ASVŠ s chodeckou přípravou. Po rok a půl trvajícím tréninku se stal juniorským rekordmanem na desetikilometrové trati a ještě v roce 1979 se stal v Bydhošti juniorským mistrem Evropy.
- v roce 1980 dokončil na olympijských hrách v Moskvě závod na 20. místě.
- v roce 1983 získal stříbrnou medaili na prvním MS v atletice v Helsinkách
- v roce 1987 získal stříbrnou medaili na mistrovství světa v Římě
- v roce 1982 získal stříbrnou na mistrovství Evropy v Athénách
- v roce 1986 zlatou medaili na mistrovství Evropy ve Stuttgartu
- jeho sportovní kariéra vyvrcholila v roce 1988 na olympiádě v Soulu, kde získal zlatou olympijskou medaili.

Počátkem 90. let působil i v politice. Ve volbách roku 1990 kandidoval do Sněmovny lidu Federálního shromáždění (volební obvod Středoslovenský kraj) za Komunistickou stranu Slovenska, která v té době byla ještě slovenskou územní organizací celostátní Komunistické strany Československa (KSČ). Byl zvolen, ale již v červnu 1990 na mandát rezignoval a fakticky jej neuplatňoval.

## Osobní rekordy
- chůze na 5 km (hala) - (18:27,80 - 7. březen 1987, Indianapolis)
- chůze na 20 km - (1.19:30 - 24. září 1983, Bergen) - bývalý SR